# 小林萬吾

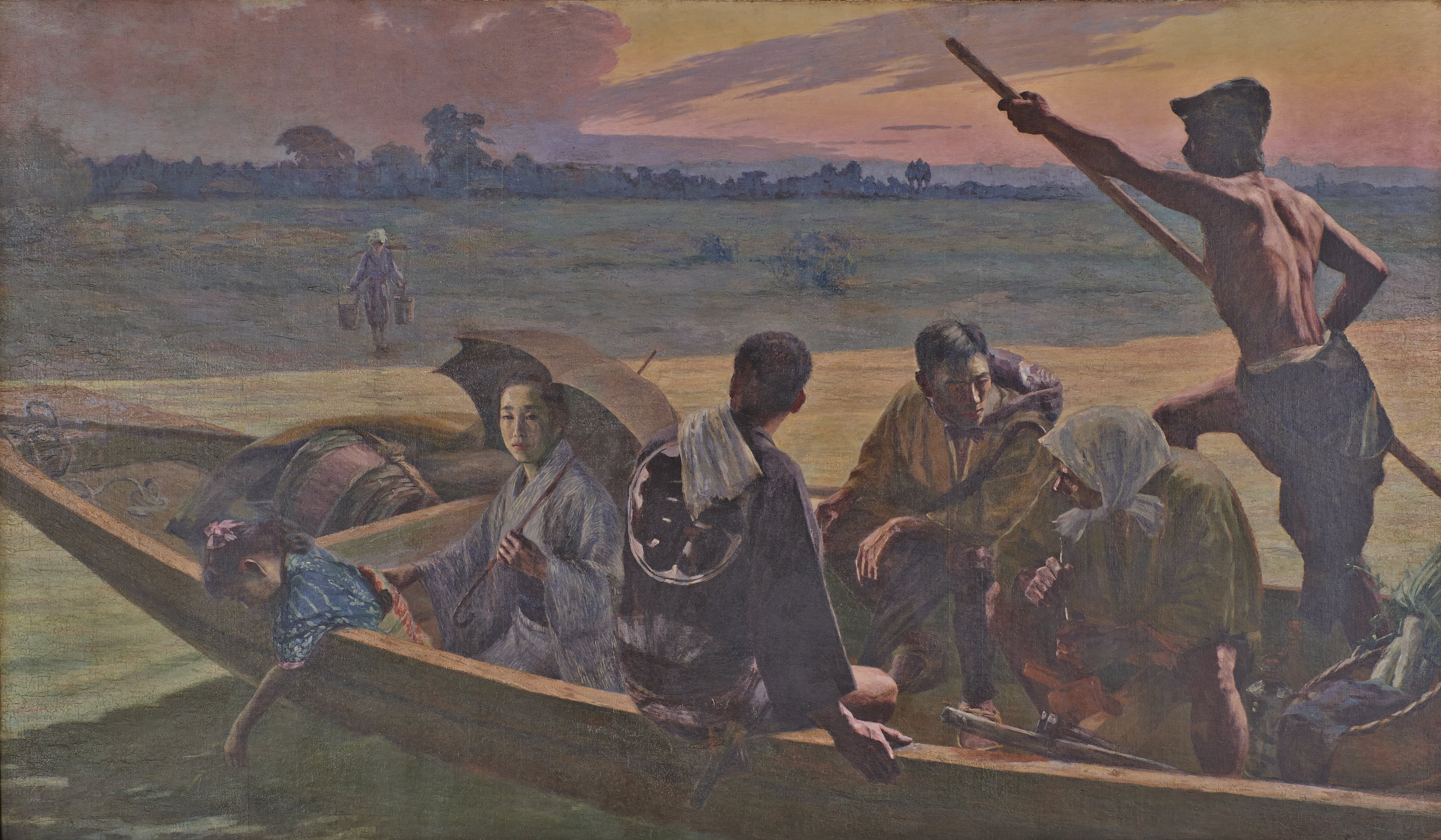
渡舟

小林 萬吾（こばやし まんご、1870年5月31日（明治3年5月2日） - 1947年（昭和22年）12月6日）は、日本の洋画家。アナウンサーの小林完吾（南日本放送→日本テレビ→フリー）は孫。
作品は、外光表現を取り入れた明るい色彩で、穏健な画風の日本洋画の正統派といえる。主題は日本的情趣のある風俗や風景が中心となっている。

## 略歴
庄屋の長男として讃岐国三野郡詫間村（現・香川県三豊市）に生まれる。漢学を修めた後、松山の官立中学に入学、はじめは安藤仲太郎、原田直次郎に師事し。1889年（明治22年）に内国勧業博覧会に「芝東照宮図」が入選。1895年（明治28年）、黒田清輝主宰の天真道場に入門する。1898年（明治31年）、東京美術学校西洋画科選科修了。1900年、流派・白馬会に参加。　1903年（明治36年）、内国勧業博覧会三等賞。1904年、東京美術学校助教授。1907年（明治40年）、第1回文展に出品。1909年（明治42年）、「渡船」で第3回文展三等賞。1911年から1914年まで文部省からの派遣によりフランス、イタリア、ドイツに留学。1918年、東京美術学校教授。1920年、第2回帝展審査員を務める。1922年、パリ万国博覧会に出品。1930年、東京高等師範学校教授。1932年（昭和7年）、東京美術学校教授。1934年（昭和9年）、帝展審査委員。
1937年（昭和12年）には、海洋美術会（後に大日本海洋美術協会）の設立メンバーとなり石川寅治とともに幹事を務めた。1939年（昭和14年）従軍画家として中国大陸へ渡る。
1941年（昭和16年）、帝国芸術院会員。1944年、正四位勲三等瑞宝章受章。
1946年（昭和21年）頃、軽度の脳溢血で倒れ寝たり起きたりの不自由な身での生活となり、1947年（昭和22年）12月6日死去。